# Região de Sédhiou
Sédhiou é uma das catorze regiões administrativas em que se divide o Senegal. Foi criada em agosto de 2008 por desanexação da região de Kolda.
Fica situada no centro da Casamansa, fazendo fronteira a sul com a Guiné-Bissau.

## Departamentos
A região de Sédhiou está dividida em três departamentos:
- Bounkiling
- Goudomp
- Sédhiou

## Demografia
| População da região de Sédhiou (2008–2015) | População da região de Sédhiou (2008–2015) | População da região de Sédhiou (2008–2015) | População da região de Sédhiou (2008–2015) | População da região de Sédhiou (2008–2015) | População da região de Sédhiou (2008–2015) | População da região de Sédhiou (2008–2015) | População da região de Sédhiou (2008–2015) |
| ------------------------------------------ | ------------------------------------------ | ------------------------------------------ | ------------------------------------------ | ------------------------------------------ | ------------------------------------------ | ------------------------------------------ | ------------------------------------------ |
| 2008                                       | 2009                                       | 2010                                       | 2011                                       | 2012                                       | 2013                                       | 2014                                       | 2015                                       |
| 406.785                                    | 417.812                                    | 431.238                                    | 442.700                                    | 455.769                                    | 468.173                                    | 480.776                                    | 493.565                                    |